# 環太平洋：黑色禁區
《環太平洋：黑色禁區》（日语：パシフィック・リム: 暗黒の大陸）是一部美日合拍科幻動作動畫劇集。該劇由傳奇電視和Polygon Pictures製作，並於2021年3月4日在Netflix全球首播。

## 劇情
在被怪獸淹沒的澳大利亞上，一對兄妹泰勒和海莉駕駛著破舊的機甲獵人尋找失蹤的父母，並為生存而戰。

## 角色
- 海莉·特拉維斯：下田屋有依（日語）
- 泰勒·特拉維斯：小林裕介（日語）
- 蘿亞：水瀨郁（日語）
- 男孩：(全劇無台詞)
- 梅(Mei)
- 蕭恩(Shane)
- 史派德(Spider)
- 瑞克特
- 大祭司
- 怪獸男
- 拉斯克元帥

## 機甲獵人
| 中文／英文名                  | 級別                            | 基本資料 | 基本資料 | 戰力指數 | 戰力指數 | 戰力指數 | 戰力指數   | 備註 | 狀態                                       |
| 中文／英文名                  | 級別                            | 高度     | 重量     | 機動力   | 攻擊力   | 防禦力   | 怪獸擊殺數 | 備註 | 狀態                                       |
| 阿特拉斯毀滅者 Atlas Destoyer | 第三世代型 Mark III             | ?        | ?        | ?        | ?        | ?        | 1→3        | 訓練機甲，於撤離澳洲行動啟動後被遺留在基地中，五年後被泰勒和海麗兄妹倆發現。由於為訓練機甲，本身未配備任何武器，僅能依靠肉搏攻擊，右手因遭銅腹怪重創而自行脫離剩餘部位，後期在阿佩克斯的幫助下得到第四世代型機甲:混亂復仇女神的右手，獲得武器:汎鋼鎖鍊軍刀，但之後不敵姐妹會所派出的第六級怪獸，為了讓泰勒和海麗兄妹存活，AI羅亞將泰勒和海麗兄妹彈出後讓機體自毀並殺死第六級怪獸 | 存活→自毀                                  |
| 阿佩克斯 Apex                 | 不詳                            | ?        | ?        | ?        | ?        | ?        | 3隻以上    | 起義之戰受到先驅控制的無人機甲之一，僥倖逃過了反饋迴路的自爆，並自行進化，成為一個不聽命於人類或先驅的第三方，靠獵食怪獸與機甲獵人維生，後期與男孩進行浮動連結建立交流，並送給阿特拉斯毀滅者一支新手臂。因感應到男孩被姐妹會給洗腦，不顧週遭事物來到男孩身邊，為了讓他恢復正常而使用遠距離掃描連結將之前掃描泰勒和海麗兄妹的記憶給男孩，卻因之前被洗腦的男孩集中打擊頭部而陣亡   | 阵亡                                       |
| 獵人維提戈 Hunter Vertigo     | 不詳                            | ?        | ?        | ?        | ?        | ?        | 2          | 特拉維斯夫婦駕駛的機甲，於黑色禁區啟動時與怪獸對戰，胸前採用了與吉普賽危機相似的核反應爐，背後配備的平衡翼可如戰狼探戈一樣化做肩砲，可發射絕對零度砲，手部配備飛彈。第一集協助包括泰勒與海莉的難民們撤離至基地，並前往雪梨尋求救援。 | 報廢                                       |
| 衝鋒狂戰士 Striker Berserker  | 不詳（推測為第五世代型 Mark V） | ?        | ?        | ?        | ?        | ?        | 1          | 赫克韓森駕駛的機甲，尤里卡突袭者的後繼機，外觀幾乎一模一樣。於黑色禁區啟動時與怪獸對戰，副駕駛身亡後由赫克韓森獨自一人駕駛機甲與怪獸對戰，雙臂配備有彈射刀。 | 報廢                                       |
| 掠奪者宙斯 Marauder Zeus      | 不詳                            | ?        | ?        | ?        | ?        | ?        | 2          | 於黑色禁區啟動時與怪獸對戰，協助獵人維提戈攻擊怪獸，外觀與勇者歐米茄極為相似，不同點在於雙手配備的是加特林火砲。 | 胸口遭怪獸刺穿，駕駛艙遭怪獸攻擊爆炸後報廢 |
| 泰坦救贖者 Titan Redeemer     | 第六世代型 Mark VI              | 73.2米   | 1975公噸 | 6        | 8        | 9        | ?          | 第二部電影出現的機甲，其殘骸被阿特拉斯毀滅者於怪獸墓場中發現 | 報廢                                       |
| 冬日阿賈克斯 November Ajax    | 第六世代型 Mark VI              | 78.9米   | 1987公噸 | 5        | 7        | 7        | ?          | 第二部電影出現的機甲，是巡逻警戒用机甲，本身并没有强大的火力，其殘骸被阿特拉斯毀滅者於怪獸墓場中發現 | 報廢                                       |
| 勇者歐米茄 Valor Omega        | 第六世代型 Mark VI              | 73米     | 250噸    | 6        | 8        | 6        | ?          | 第二部電影出現的機甲，其殘骸被阿特拉斯毀滅者於怪獸墓場中發現 | 報廢                                       |
| 混亂復仇女神 Chaos Nemesis    | 第四世代型 Mark IV              | ?        | ?        | ?        | ?        | ?        | ?          | 僅提及，其右手被阿佩克斯贈送給阿特拉斯毀滅者升級 | 報廢                                       |
| 地平線布拉沃 Horizon Bravo    | 第四世代型 Mark IV              | ?        | ?        | ?        | ?        | ?        | ?          | 與地平線勇士長得相似的機甲，殘骸被阿特拉斯毀滅者於怪獸墓場中發現，疑似與AI羅亞有不可告人的聯繫 | 報廢                                       |

## 怪獸
| 中／英文名            | 量級 | 高度 | 重量 | 機動力 | 攻擊力 | 防禦力 | 毒性 | 簡介                                                                                                 | 弱點 | 上岸點 |
| 未知怪獸 Unamed Kaiju | 不詳 | ?    | ?    | ?      | ?      | ?      | ?    | 襲擊澳洲的怪獸之一，體型巨大，手掌可伸出骨刺，最後被獵人維提戈用絕對零度砲凍住後背其用自己的骨刺擊碎 | ?    | 澳洲   |

## 製作
2018年11月8日，在新加坡舉行的Netflix作品發佈會「See What's Next: Asia」上宣佈推出《環太平洋》的動畫劇集，故事將擴展前兩部真人電影。
2019年7月4日，傳奇影業在洛杉磯Anime Expo中，宣佈該劇由傳奇影業和Polygon Pictures共同製作，並將於2020年播出，初步計劃推出兩季。
2020年10月27日，在東京舉行的「Netflix Anime Festival 2020」上宣佈正式劇名為《Pacific Rim: The Black》（パシフィック・リム: 暗黒の大陸），並釋出最新消息以及透露劇集將於2021年在Netflix全球首播。

## 發行

### 评价
IMDB評價7.2分，爛番茄新鮮度70%，好評居多。

## 外部連結
- 互联网电影数据库（IMDb）上《環太平洋：黑色禁區》的资料（英文）
- 在Netflix上觀看《環太平洋：黑色禁區》
- 豆瓣电影上《環太平洋：黑色禁區》的資料 （简体中文）